# Monte Lattias
Il monte Lattias è un rilievo del massiccio del Sulcis, alto 1086 m. È uno dei pochi rilievi del Sulcis che superano i 1 000 metri d'altezza.

## Ubicazione e conformazione
Il Lattias è situato nel settore centrosettentrionale del massiccio montuoso a circa 1 km ad est di Is Caravius, lungo uno spartiacque che delimita a ovest il bacino idrografico del rio Guttureddu, in una delle aree più suggestive della riserva WWF di monte Arcosu. Segna il confine fra i territori comunali di Siliqua (nord-ovest), Uta (nord-est) e l'isola amministrativa di Assemini (sud).

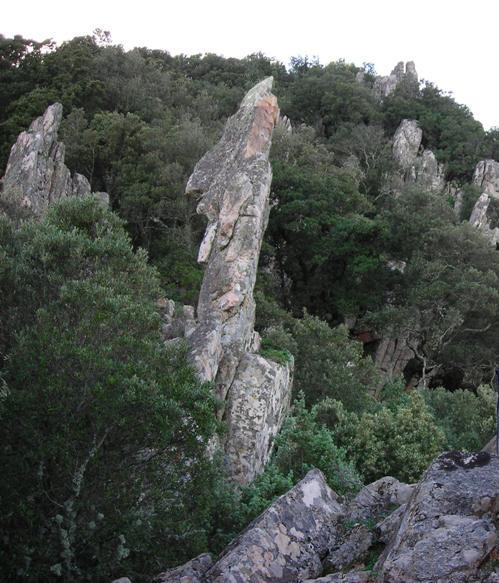
Monumento litico sulla cresta sud-est.

È ben visibile da est e da nord, per il suo caratteristico aspetto, in quanto il massiccio è composto da una serie di guglie di leucograniti modellate dall'erosione, disposte a formare una cresta lunga quasi due chilometri. Il profilo della cresta è inciso nettamente dal valico di S'Ena Manna, che separa l'altopiano granitico in cui si trova la cima del Lattias (sud-est) dalla cresta dei "torrioni del Lattias" (nord-est). A ovest del primo torrione si stacca una cresta boscosa che tramite il valico di  S'Arcu Sarbutzus collega il Lattias al monte Is Caravius.

## Toponomastica
Il toponimo  Lattias è di origine incerta e curiosa. In sardo campidanese lattia significa "lattuga"; accettando questa interpretazione l'etimologia sarebbe un riflesso della toponomastica dei monti del Sulcis, frequentemente ispirata ai vegetali: ad esempio, il vicino  monte Is Caravius prende il nome dai biancospini (caravius) presenti sulla sua vetta; analogamente il monte Lattias prenderebbe il nome dalla lattuga selvatica, spontanea in molte località montuose della Sardegna. Questa interpretazione è tuttavia incerta in quanto altre ipotesi citano la marcata friabilità del leucogranito della zona, che sarebbe "morbido come una lattuga" oppure la derivazione da lantia ("lampada di creta"), in riferimento allegorico all'illuminazione conseguente alla caduta dei fulmini sulla cresta rocciosa.